# Japonska napoved vojne Združenim državam Amerike in Združenemu kraljestvu
7. decembra 1941 je Japonska, 7,5 ure po napadu njenih obroženih sil na ameriško ladijsko oporišče v Pearl Harborju, napovedala vojno Združenim državam Amerike in Združenemu Kraljestvu. Vojna napoved je bila natisnjena na sprednji strani večernih izdaj vseh japonskih časopisov 8. decembra. Dokument je bil nato ponovno natisnjen na osmi dan vsakega meseca v vseh letih vojne, vse do japonske predaje septembra 1945.       

## Besedilo vojne napovedi
CESARJEVA IZJAVA
MI, po milosti nebes, cesarja Japonske, ki sedi na prestolu, ki ga je od nekdaj zasedala ista dinastija, zapovedujemo vam, našim zvestim in pogumnim podložnikom:
Napovedujemo vojno Združenim državam Amerike in Združenemu Kraljestvu. Moški in častniki naše vojske in mornarice se po svojih najboljših močeh trudijo za kazenski pregon vojne. Naši javni uslužbenci različnih oddelkov se vestno in pridno držijo svojih nalog; celoten narod z združeno voljo je naša skupna moč, tako da ne bo nobenih težav pri doseganju naših vojnih ciljev.
Za zagotovitev stabilnosti vzhodni Aziji in prispevanju k svetovnemu miru, je daljnovidna politika, ki se je oblikovala za našega velikega slavnega cesarskega Grandsireja [cesar Meiji] in našega velikega Sire, [cesar Taishō], bo to uspeh, ki nenehno obdaja srce. Ohranjamo prijateljstvo med narodi in uživamo blaginje v skupno, z vsemi narodi, kar je bilo vedno vodilno načelo zunanje politike našega cesarstva. To je bilo resnično neizogibno in daleč od naše želje, da je naš imperij prišel v navzkriž z Ameriko in Veliko Britanijo. Več kot štiri leta je minilo od kar Kitajska ni znala razumeti resnične namere našega cesarstva, in nepremišljeno povzročanje težav, težav z mirom v vzhodni Aziji, kar je prisililo naš imperij, da primemo v roke orožje. Čeprav je bilo tam ponovno mogoče vzpostaviti državne vlade Kitajske, s katero je Japonska vzpostavila sosedske odnose in sodelovanje, pa se režim, ki je bil uveljavljen v Chungkingu, ki se je nanašal na ameriške in britanske zaščite, še vedno nadaljuje svoje veliko nasprotovanje. V želji po uresničitvi svoje neizmerne želje, da nadzoruje Orient. Tako Amerika kot tudi Velika Britanija, ki dajeta podporo Chungkingovemu režimu, sta poslabšali in povečali težave v vzhodni Aziji. Poleg teh dveh sil, kar je sprožilo tudi drugim državam, da jim sledijo, je to povečalo vojaške napetosti na vseh straneh našega cesarstva, kar nas je presenetilo. Pred nami je ovira z vsemi sredstvi Našega mirnega poslovanja, ki se je končno zatekla k neposredni odcepitvi gospodarskih odnosov, kar je povzročilo grozeči resni obstoj našega cesarstva. Potrpežljivo smo čakali, dokler nismo pretrpeli upanja, da bi lahko Naša vlada rešila razmere v mirnem stanju. Toda naši nasprotniki, ki kažejo nenazadnje duh sprave, ki so neupravičeni do zamudne poravnave; in v tem času so se povečali gospodarski in politični pritiski, da so s tem prisili Naše cesarstvo v vojno. Ta trend zadeve, bi, ne le izničili prizadevanja našega cesarstva v mnogih letih z zagotavljanjem stabilizacije vzhodne Azije, ampak tudi ogrožal sam obstoj našega naroda. Situacija je takšna kot je, Naš imperij pa, za njegov obstoj in samoobrambo, nima druge izbire kot da ukrepa z orožjem, da bi s tem zatrl vse ovire na svoji poti.
Posvečeno duhovom našega imperija, predniki, ko so nas varovali od zgoraj, smo se zanašali na zvestobo in pogum naših prednikov v našem samozavestnem pričakovanju, da se bodo naloge, ki so jih naši predniki zapustili, prenesle na nas in da se bodo viri zla hitro izkoreninili ter da bo dosežen trajen mir v vzhodni Aziji, s čimer naj se ohrani slavo našega cesarstva. 
V potrditev tega, da smo podpisali ta sporazum Naša roka in povzročili veliki pečat cesarstvu, ki se je pritrdilo na cesarske palače v Tokiu, s tem sedmi dan v 12. mesecu, 15. leta Showa, ki ustreza 2,602 letu od pristopa k prestolu cesarja Jimmu.

(Izdano s strani odbora za informiranje, 8. decembra 1941. Japonska tiskovna agencija in oglaševalnica)